# Hyposoter orbator
Hyposoter orbator là một loài tò vò trong họ Ichneumonidae.